# Hươu đuôi đen

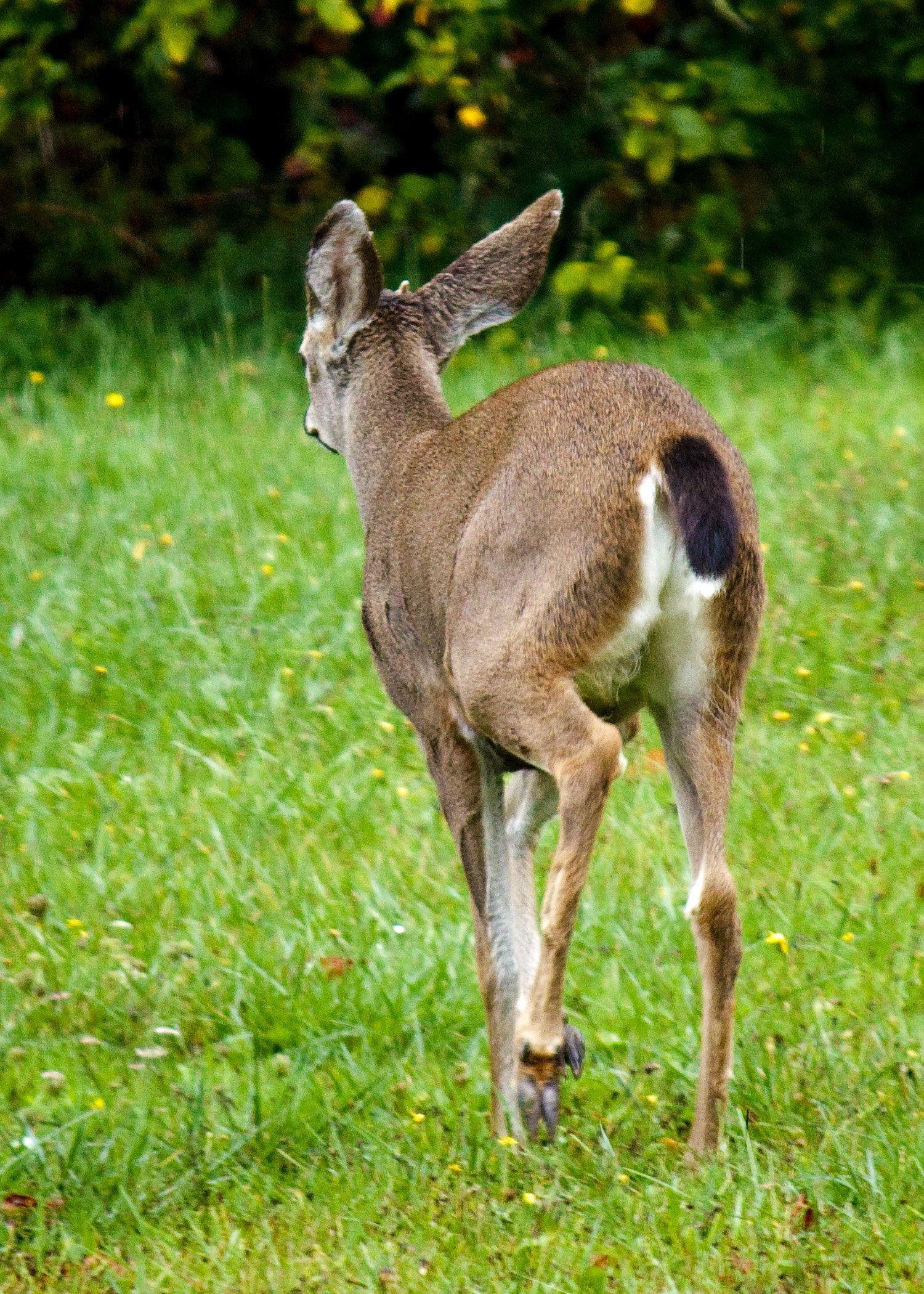
Chiếc đuôi đen nổi bật của loài hươu này

Hươu đuôi đen (tiếng Anh: black-tailed deer hoặc blacktail deer) (danh pháp ba phần: Odocoileus hemionus columbianus) là một phân loài của hươu la (Odocoileus hemionus). Phân bố tại rừng mưa ôn đới duyên hải Tây Bắc Thái Bình Dương. Chúng đôi khi được xem là một loài riêng biệt, nhưng hầu như cả giới khoa học gần đây xếp chúng là một phân loài.
Hươu đuôi đen Columbia (Odocoileus hemionus columbianus) được tìm thấy ở miền tây Bắc Mỹ, từ Bắc California vào đến Tây Bắc Thái Bình Dương và duyên hải British Columbia. Hươu Sitka (Odocoileus hemionus sitkensis) phân bố duyên hải British Columbia, Đông Nam Alaska và Trung tâm phía nam Alaska (xa về phía đảo Kodiak).

## Phạm vi
Hươu đuôi đen ít nhất từ sống xa về phía đông của Wyoming. Trong tác phẩm The Oregon Trail của Francis Parkman, ông từng chứng kiến cuộc di cư năm 1846 dọc về phía Tây, trong một chuyến đi hai ngày từ Fort Laramie, Parkman viết về cuộc săn bắn mà ông tin đó là một con hươu Elk, chỉ đến khi khám phá ra rằng ông đã giết một con hươu đuôi đen.
Hươu đuôi đen hiện nay phổ biến ở miền bắc California, phía tây Oregon, Washington, ven biển và nội địa British Columbia, và phía bắc vào trong vùng cán xoong Alaska. Đây là một loài động vật săn bắn phổ biến. Ở Đông Nam Alaska, hươu Sitka và hươu đuôi đen là con mồi chủ yếu của chó sói Quần đảo Alexander (Canis lupus ligoni), là loài đặc hữu của khu vực và hiếm.

## Phân loại
Mặc dù từng được cho là một loài riêng biệt, nhưng hầu như cả giới khoa học gần đây xếp hươu đuôi đen là một phân loài của hươu la (Odocoileus hemionus). Nói đúng hơn, nhóm hươu đuôi đen bao gồm hai phân loài, cũng như gồm có O. h. sitkensis (Hươu đuôi đen Sitka). Cho nhóm hươu đuôi đen và nhóm hươu la (sensu stricto) lai giống, kết quả cho thấy hươu la dường như tiến hóa từ hươu đuôi đen. Mặc dù vậy, DNA ty thể của hươu đuôi trắng và hươu la tương tự nhau, nhưng có sự khác biệt với hươu đuôi đen.
Đây có thể là kết quả của sự pha trộn gen, mặc dù con lai giữa hươu la và hươu đuôi trắng rất hiếm trong tự nhiên (dường như phổ biến hơn tại địa phương phía tây Texas), tỷ lệ sống con lai thấp ngay cả trong điều kiện nuôi nhốt.

## Sinh thái
Loài này phát triển mạnh vùng các bìa rừng, như khu rừng sâu thẳm thiếu tầng cây thấp và đồng cỏ cung cấp thức ăn cho hươu, hoàn toàn là khu vực rộng mở thiếu điểm ẩn nấp và chỗ trú khi thời tiết khắc nghiệt. Một trong những loại cây mà hươu đuôi đen ăn chồi non là sồi độc phương tây, mặc dù thành phần kích thích hươu. Loài hươu này thường hoạt động nhiều nhất lúc bình minh và hoàng hôn, thường xuyên va chạm với xe ô tô.

## Tập tính

### Khẩu phần
Hươu ăn chồi non. Trong suốt mùa đông và đầu mùa xuân, chúng ăn lá cây thông linh sam, tuyết tùng đỏ phương Tây, việt quất đỏ, thạch nam bản địa, dương xỉ bản địa, địa y mọc trên cây. Cuối mùa xuân đến mùa thu, hươu tiêu thụ các loại cỏ, mâm xôi, táo, hoa liễu thảo tím, cúc trường sinh ánh ngọc, hoa thân thảo, mâm xôi hồi, lá thạch nam, và cây thích.
Mùa giao phối hoặc 'phát dục' xảy ra trong tháng 11 và đầu tháng 12. Hươu đực chạy lại và tiến dọc theo con đường đuổi bắt hươu cái. Sau khi động dục, hươu đực xu hướng ẩn nấp và nghỉ ngơi, thường chăm sóc vết thương. Chúng bị gãy sừng gạc, và bị sụt cân. Chúng gãy sừng giữa tháng Giêng và tháng Ba. Sừng hươu trên sàn rừng là nguồn cung cấp calci và chất dinh dưỡng khác cho sinh thái rừng. Hươu đực mọc sừng bắt đầu từ tháng 4 đến tháng 8.

### Sinh sản
Thai kỳ từ 6 đến 7 tháng, hươu con được sinh ra vào cuối tháng 5 hoặc trong tháng 6. Song sinh là nguyên tắc, mặc dù hươu cái trẻ thường chỉ mang đơn thai. Sinh ba cũng có thể xảy ra. Hươu non nặng 2,7 đến 4 kilôgam (6,0 đến 8,8 lb) và không có mùi hơi trong tuần đầu tiên, hay như vậy. Điều này cho phép hươu mẹ để lại hươu non ẩn trong khi nó đi tìm chồi non và bổ sung năng lượng cơ thể sau khi sinh. Hươu cái cũng phải ăn đầy đủ nhằm tiết đủ sữa nuôi hươu con. Mặc dù là bà mẹ tuyệt vời, nhưng tỷ lệ tử vong hươu con là 45-70%. Hươu cái rất bảo vệ hươu con và loài người được xem như đối tượng săn thịt hươu chủ yếu.

### Giao tiếp
Hươu giao tiếp với sự trợ giúp của mùi hương và pheromone từ một số tuyến nằm trên chân thấp. Xương bàn chân (bên ngoài cẳng chân) tạo ra một mùi hương báo hiệu, xương cổ chân (bên trong khuỷu chân) phục vụ nhận biết lẫn nhau và khoảng giữa các ngón chân lưu lại vệt mùi hơi khi hươu đi qua. Hươu có thị giác và khứu giác tuyệt vời. Đôi tai lớn có thể chuyển động độc lập với nhau và tiếp nhận bất kỳ âm thanh khác thường nào báo hiệu nguy hiểm.
Lúc bình minh, hoàng hôn và những đêm trăng sáng, hươu được phát hiện bên lề đường. Khu vực nhiều cây có rừng trên cả hai bên đường và nơi thông thoáng, thảm cỏ, cũng tức sân golf, thu hút hươu. Thận trọng khi lái xe là khuyến cáo vì thường một con hươu chạy dọc ra, một hoặc hai con theo sau.

## Tranh cãi

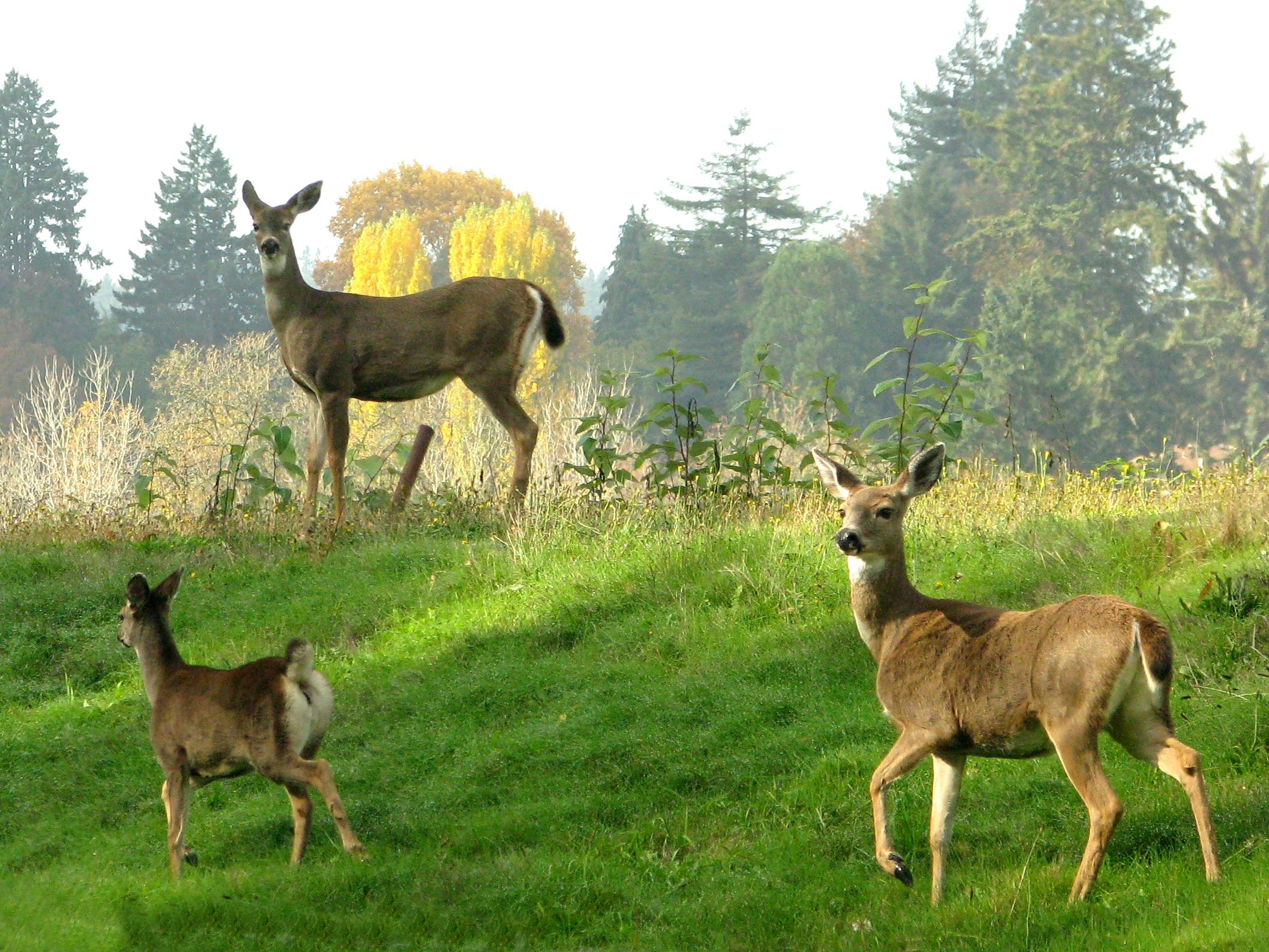

Tại Đông Nam Alaska, hươu đuôi đen Sitka là con mồi chính của sói đảo Alexander quý hiếm (Canis lupus ligoni), là loài đặc hữu của khu vực. Vào giữa những năm 1990, Cục Hoang dã và Cá Hoa Kỳ đánh giá một bản kiến nghị vào danh sách loài sói bị đe dọa, và quyết định một danh sách không ủy quyền trong tháng 8 năm 1997, chủ yếu trên cơ sở các quy định của Sở Lâm nghiệp, gồm có bảo vệ sự sống còn loài sói trong Kế hoạch rừng tại rừng quốc gia Tongass, được thông qua 3 tháng trước đó. Rừng Tongass quan trọng trong việc bảo tồn sói vì bao gồm khoảng 80% diện tích đất của khu vực.
Biện pháp bảo vệ sói gồm một tiêu chuẩn và hướng dẫn nhằm giữ lại, khi đối mặt với tổn thất khai thác gỗ, đủ môi trường sống cung cấp thức ăn cho hươu trong mùa đông nhằm đảm bảo khả năng tồn tại của chó sói đảo Alexander và cung cấp nguồn hươu cho thợ săn. Cần số lượng đủ ban đầu được xác định là 13 con hươu cho mỗi dặm vuông, nhưng đã được sửa lại trong năm 2000 lên 18. Sử dụng một con hươu mẫu được quy định để xác định số lượng đủ, và là công cụ duy nhất có sẵn cho mục đích này.
Tuy nhiên, việc thực hiện Sở lâm nghiệp trong việc cung cấp hươu đủ tiêu chuẩn chó sói Tongass và hướng dẫn đã gây tranh cãi trong nhiều năm, và đã dẫn đến một vụ kiện của Greenpeace và Cascadia Wildlands trong năm 2008, hơn bốn dự án khai thác gỗ. Kho dữ liệu của Sở Lâm nghiệp đã được sử dụng hươu mẫu, biết đến thông qua nghiên cứu riêng của cơ quan (thực hiện năm 2000) nhằm đánh giá phổ biến số lượng hươu đủ và đánh giá thấp tác động của khai thác gỗ. Nghiên cứu cho thấy bộ dữ liệu (gọi là Vol-Strata) không tương quan đến chất lượng môi trường sống. Ngoài ra, một yếu tố chuyển đổi, được gọi là "hươu cấp số nhân" (được sử dụng trong việc tính toán số lượng đủ) áp dụng không chính xác, gây ra - bởi chính nó - một đánh giá quá cao 30% số hươu khu vực và đánh giá thấp tác động tương ứng.
Hiệu ứng kết hợp của hai lỗi biến thiên vì Vol-Strata không tương quan đến chất lượng môi trường sống. Về dự án Traitors Cove Timber Sales, trong năm 2011, nguyên đơn đã nêu trong phần tranh tụng trước khi tòa án phúc thẩm quận 9 cho đó là sự khác biệt giữa một tuyên bố 21 con hươu cho mỗi dặm vuông số lượng đủ trong dự án EIS, và 9,5 hươu mỗi dặm vuông (khoảng một nửa yêu cầu Kế hoạch rừng Tongass) theo sự điều chỉnh chưa được công bố của cơ quan thực hiện trong năm 2008.
Ban hội thẩm khu vực 9 thẩm quyền nhất trí vào ngày 02 Tháng Tám 2011 trong sự có lợi của nguyên đơn, gửi trả quyết định bốn dự án gỗ cho Sở Lâm nghiệp và đưa ra hướng dẫn cho những gì cần thiết trong quá trình phân tích lại tác động tới hươu. Phán quyết này nói trong phần:
"Chúng tôi không nghĩ rằng USFS đã giải thích đầy đủ quyết định phê duyệt bốn dự án khai thác gỗ tại Tongass.... USFS đã thất bại trong việc giải thích làm thế nào nó đã kết thúc với một bảng xác định rằng 100 con hươu mỗi dặm vuông như một số lượng đủ tối đa, nhưng cho phép 130 con hươu mỗi dặm vuông như một số lượng đủ tiềm năng. "Cơ quan có nghĩa vụ phải trình bày rõ một kết nối hợp lý giữa thực tế tìm thấy và lựa chọn thực hiện, 'mà cơ quan này đã không được thực hiện ở đây. Pac. Coast Fed’n of Fisherman’s Ass’ns v. U.S. Bureau of Reclamation, 426 F.3d 1082, 1091 (9th Cir. 2005)..."
"Chúng tôi có những câu hỏi tương tự về việc sử dụng dữ liệu VolStrata của USFS, trong đó xác định tổng khối lượng gỗ và không có cấu trúc rừng, phê duyệt dự án, nơi mà cấu trúc rừng và không tổng gỗ khối lượng-có liên quan đến sinh vật sống của vùng đất. USFS, chính nó đã nhận ra những hạn chế trong dữ liệu VolStrata.... Bởi vì chúng ta phải trả vụ việc cho cơ quan kiểm tra lại hươu mẫu, chúng ta không cần phải quyết định xem việc sử dụng dữ liệu VolStrata là tùy tiện và bất nhất. Chúng tôi dự đoán rằng, trong việc rà soát dự án đề xuất, USFS sẽ sử dụng các dữ liệu sẵn có tốt nhất... "
Trong một tuyên bố với báo chí, một phát ngôn viên nguyên đơn cho biết sai sót trong vụ kiện này áp dụng cho mọi quyết định bán gỗ Tongass đáng kể giữa năm 1996 đến 2008, trước khi Sở lâm nghiệp sửa chữa sai sót hươu mẫu khi cơ quan này đã ban hành Kế hoạch rừng Tongass sửa đổi trong năm 2008. Tuy nhiên, ông cho biết mặc dù có điều chỉnh, cơ quan này vẫn không giải quyết các tác động tích lũy để hươu, đặc biệt là trên đảo Prince of Wales, như đang bị thách thức trong vụ kiện giá gỗ tắc nghẽn, bằng cách bỏ qua khai thác gỗ lớn trên đất không thuộc liên bang.
Vào tháng 9 năm 2013, dưới sự tranh tụng tương tự, Tòa án Mỹ Quận ở Anchorage đã gửi trả lần thứ hai để Sở Lâm nghiệp vì công việc tiếp theo của cơ quan trực thuộc gửi trả đầu tiên đã không được giải quyết vấn đề mô hình hóa. Hoạt động bốn dự án gỗ liên quan kiện tụng bị đình chỉ kể từ năm 2008.